# Czarny potok (powieść)
Czarny potok – eksperymentalna powieść Leopolda Buczkowskiego, napisana w 1946 roku, wydana w 1954.
Akcja utworu rozgrywa się na Podolu w miejscowości Szabasowa i jej okolicach jesienią 1943 roku. Bohaterami są znani autorowi ludzie wspomniani nazwiskiem lub pseudonimem, którzy prowadzą walkę z Niemcami oraz miejscową policją ukraińską.
Powieść ukazuje zagładę i chaos powstały podczas II wojny światowej. Wszechobecna jest śmierć i cierpienie. Dla bohaterów Czarnego potoku jedynym ratunkiem zatrzymania człowieczeństwa jest powrót do zasad elementarnych oraz pozostawienie w sobie resztek rozumu, a znamieniem człowieka jest jego pamięć. Dla osób przedstawionych w powieści lepiej jest oszaleć niż stracić wolność.
Krajobrazy w utworze są szare i płaskie, oceniane z perspektywy możliwości ucieczki i ukrycia się w nich. Rzeczywistość ogranicza się do prostych odruchów biologicznych.
Buczkowski w swej powieści zastosował konstrukcję szkatułkową – pewne całostki wątku mogą powtórzyć się w drugim. Narracja prowadzona w utworze jest fragmentaryczna. Buczkowski zadedykował swą powieść przyjacielowi, Heindlowi, który uczył autora matematycznego oglądu świata. Heindl bywa narratorem w Czarnym potoku – najpierw w rozmowie z innym, nieznanym bliżej człowiekiem, potem wygłasza coś w rodzaju monologu wypowiedzianego, by wreszcie oddać głos następnym osobom, bliżej nie przedstawionym, które opowiadają jedna po drugiej krótkie historie. Taki rodzaj narracji oraz świat przedstawiony utworu mają ukazać chaos i bezład świata ogarniętego wojną, gdzie brakuje kolejności przedstawianych wydarzeń zmierzających do pozytywnego lub negatywnego zakończenia.